# Maurice Herrold
Maurice Herrold (ur. 25 lipca 1869 w Kalkucie, zm. 1950 w Buenos Aires) – nowozelandzki rugbysta, reprezentant kraju.
Urodził się w Indiach w angielskiej rodzinie i do Nowej Zelandii przybył w wieku jedenastu lat. Uczęszczał do Auckland Grammar School, a następnie do Napier Boys High School i jeszcze podczas nauki reprezentował Hawke’s Bay. Po powrocie do Auckland ośmiokrotnie zagrał dla tego regionu, włączając w to dwa mecze przeciw British and Irish Lions podczas ich tournée w 1888.
Do nowozelandzkiej reprezentacji został powołany w 1893 roku na serię jedenastu spotkań w Australii, kontuzje spowodowały, że zagrał jedynie w dwóch.